# Samostan Gračanica
Samostan Gračanica (srbsko: Манастир Грачаница / Manastir Gračanica, albansko: Manastiri i Graçanicës) je srbski pravoslavni samostan na Kosovu. Zgraditi ga je dal srbski kralj Stefan Milutin leta 1321 na ruševinah bazilike iz 6. stoletja. Samostan je zaščiten kot kulturni spomenik izjemnega pomena od leta 1990, 13. julija leta 2006 pa je bil vključen na UNESCOV seznam svetovne dediščine pod imenom Srednjeveški spomeniki na Kosovu kot podaljšek samostana Visoki Dečani, ki je bil uvrščen na UNESCOV seznam ogrožene svetovne dediščine.
Samostan Gračanica je eden od zadnjih monumentalnih nadarbin kralja Milutina. Samostan se nahaja v Gračanici, srbski enklavi v neposredni bližini Lipljana, nekdanjega sedeža lipljanskih škofov. Zdaj je v Gračanici dejanski sedež Raško-Prizrenske eparhije Srbske pravoslavne cerkve, ki obsega celotno Republiko Kosovo in dele Srbije na jugu države. 

## Geografija
Samostan se nahaja v Gračanici, srbski enklavi blizu Lipljana, približno 5 km od Prištine. Leži na Kosovskem polju, na levem bregu Gračanke, desnega pritoka reke Sitnice. Ime izvira iz slovanskega izraza Gradca, toponima utrjenih mest.

## Zgodovina
Gračanica je bila zgrajena na razvalinah starejše cerkve svete Device iz 13. stoletja, ki je bila zgrajena na razvalinah zgodnjekrščanske tro-ladijske bazilike iz 6. stoletja. Nahajala se je v središču Lipanjske eparhije. Na južni steni je napisano besedilo ktetorja Stefana Milutina, med drugim: "Videl sem ruševine in propad svetega templja svete Device Gračanice, škofije v Lipljanu, zato sem jo zgradil od tal in poslikal ter odlikoval od znotraj in zunaj “. Leta 1346, ko je bil srbski nadškof dvignjen v čast patriarhata, je bil lipljanskemu škofu podeljen častni naziv metropolitanskega škofa. Od takrat so jih imenovali metropoliti iz Lipljana ali Gračanice.
Od nekdanje samostanske stavbe je ohranjena le cerkev. Narteks in stolp sta bila dodana nekaj desetletij kasneje, da bi zaščitili freske na zahodni fasadi. Narteks je večkrat med 1379-1383 poškodovala osmanska vojska, ko je bil stolp požgan in je požar požrl bogato zbirko rokopisov in drugih dragocenih predmetov. Narteks je bil obnovljen leta 1383. Gračanica je ponovno utrpela škodo v času Kosovske bitke (1389).
V času osmanske vladavine je Gračanica postala pomembno kulturno središče. V času metropolita Nikanorja (1528–1555) je bilo na oltarnem nastavvku poslikanih več ikon. Zaradi tiskarskih strojev je Nikanor pridobil tudi številne servisne knjige in predmete za samostansko uporabo. Kraljeva vrata je leta 1564 naročil metropolit Dionisije, katerega smrt je predstavljena na freski v narteksu. Večja obnova je potekala s prizadevanji patriarha Makarija Sokolovića. Vse odprtine na zunanjem priprtju so bile zazidane, nove freske pa so bile dokončane leta 1570. Zahvaljujoč patriarhu Pajsiju je cerkev dobila svinčeno streho, leta 1620 pa je na ikonostasu nastal velik križ. Samostan je bil ob koncu 17. stoletja v veliki turški vojni po drugem obleganju Dunaja, v katerem so bili Srbi na krščanski strani, izpostavljen novim poškodbam. Turki so odstranili svinčeni križ in izvlekli talne ploščice, skupaj z zakladom, ki ga je v cerkvi skril patriarh Arsenije III. Čarnojević.
Po drugi svetovni vojni so ga obnovile nune in od takrat služi kot samostan. Danes je v samostanu 24 sester, ki delujejo na področju ikonopisja, kmetijstva, šivanja in drugih samostanskih poslušnosti.

## Sklic
1. ↑  Monuments of Culture in Serbia: МАНАСТИР ГРАЧАНИЦА (SANU)